# Nòtion
Nòtion (en llatí Notium, en grec antic Νότιον) era una antiga ciutat de l'Eòlida, que segons Heròdot era el port o la ciutat baixa de Colofó, de la que estava situada a poca distància.
A la Guerra del Peloponès, Colofó, a causa de les baralles internes, va ser presa per Esparta. Van expulsar al partit favorable als grecs, que es van refugiar a Nòtion, però allà també es va formar una facció favorable als perses. Els ciutadans pro-atenencs van demanar ajuda al general (estrateg) Paques, que va expulsar al partit persa i el va retornar als colofonians. Més tard, els atenencs van enviar alguns colons a Nòtion, i van reunir allí a tots els ciutadans de Colofó que havien fugit, segons Tucídides. Xenofont diu que Nòtion i Colofó eren ciutats diferents.
L'any 190 aC, el rei selèucida Antíoc III va atacar Nòtion en la seva guerra contra els romans i la va assetjar sense èxit. Titus Livi anomena a Nòtion oppidum Colophonium i diu que es trobava a uns tres quilòmetres de Colofó. Després de la guerra amb Antíoc, els romans van donar als colofonians "que viuen a Nòtium" l'exempció d'impostos com a recompensa per la seva ajuda. Polibi també anomena colofonians als que vivien a Nòtion, i quan Ciceró parla dels pirates que atacaven periòdicament Colofó, sembla que es refereix a Nòtion.
Tucídides també diu que Nòtion era la ciutat de la costa o el port i que Colofó era la ciutat alta. Hecateu en parla, i Nòtion devia ser tant antic com Colofó.